# Santiago Amat
Santiago Amat Cansino (Barcelona, 22 de junio de 1887-Barcelona, 5 de noviembre de 1982) fue un deportista español que compitió en vela en diferentes clases de monotipos.
Participó en tres Juegos Olímpicos de Verano, obteniendo una medalla de bronce en Los Ángeles 1932, en la clase Snowbird, el cuarto lugar en París 1924 (monotipo olímpico) y el 14.º en Ámsterdam 1928 (12 ft).
Fue campeón de España de la clase Snipe en 1944, 1946 y 1951.

## Palmarés internacional
| Juegos Olímpicos | Juegos Olímpicos             | Juegos Olímpicos  | Juegos Olímpicos |
| Año              | Lugar                        | Medalla           | Clase            |
| ---------------- | ---------------------------- | ----------------- | ---------------- |
| 1932             | Los Ángeles (Estados Unidos) | Medalla de bronce | Snowbird         |